# Lista över fornlämningar i Gotlands kommun (Silte)
Lista över fornlämningar i Gotlands kommun (Silte) är en förteckning av ett urval av de fornlämningar som finns i Silte i Gotlands kommun.
| Namn       | Lämningstyp                      | Tillkomsttid | Historisk indelning | Plats | Läge                 | ID-nr          | Bild                                 |
| ---------- | -------------------------------- | ------------ | ------------------- | ----- | -------------------- | -------------- | ------------------------------------ |
| Silte 1:1  | Bildristning                     |              | Silte, Gotland      |       | 57.232589, 18.211312 | 10096200010001 | Ladda upp en bild av detta fornminne |
| Silte 2:1  | Husgrund, förhistorisk/medeltida |              | Silte, Gotland      |       | 57.229320, 18.221380 | 10096200020001 | Ladda upp en bild av detta fornminne |
| Silte 2:2  | Husgrund, förhistorisk/medeltida |              | Silte, Gotland      |       | 57.229163, 18.221918 | 10096200020002 | Ladda upp en bild av detta fornminne |
| Silte 3:1  | Husgrund, förhistorisk/medeltida |              | Silte, Gotland      |       | 57.228793, 18.227181 | 10096200030001 | Ladda upp en bild av detta fornminne |
| Silte 3:2  | Husgrund, förhistorisk/medeltida |              | Silte, Gotland      |       | 57.228649, 18.227675 | 10096200030002 | Ladda upp en bild av detta fornminne |
| Silte 3:4  | Husgrund, förhistorisk/medeltida |              | Silte, Gotland      |       | 57.228938, 18.228255 | 10096200030004 | Ladda upp en bild av detta fornminne |
| Silte 4:1  | Stensättning                     |              | Silte, Gotland      |       | 57.226631, 18.237612 | 10096200040001 | Ladda upp en bild av detta fornminne |
| Silte 4:2  | Stensättning                     |              | Silte, Gotland      |       | 57.226448, 18.238449 | 10096200040002 | Ladda upp en bild av detta fornminne |
| Silte 4:3  | Röse                             |              | Silte, Gotland      |       | 57.225953, 18.238255 | 10096200040003 | Ladda upp en bild av detta fornminne |
| Silte 4:4  | Röse                             |              | Silte, Gotland      |       | 57.226157, 18.238933 | 10096200040004 | Ladda upp en bild av detta fornminne |
| Silte 5:1  | Hällristning                     |              | Silte, Gotland      |       | 57.232835, 18.213298 | 11100000001171 | Ladda upp en bild av detta fornminne |
| Silte 5:2  | Hällristning                     |              | Silte, Gotland      |       | 57.233022, 18.213449 | 11100000001172 | Ladda upp en bild av detta fornminne |
| Silte 5:3  | Hällristning                     |              | Silte, Gotland      |       | 57.232907, 18.213353 | 11100000001173 | Ladda upp en bild av detta fornminne |
| Silte 6:1  | Hällristning                     |              | Silte, Gotland      |       | 57.233469, 18.213520 | 11100000001174 | Ladda upp en bild av detta fornminne |
| Silte 6:2  | Hällristning                     |              | Silte, Gotland      |       | 57.233409, 18.213507 | 11100000001175 | Ladda upp en bild av detta fornminne |
| Silte 7:1  | Husgrund, förhistorisk/medeltida |              | Silte, Gotland      |       | 57.212910, 18.243222 | 10096200070001 | Ladda upp en bild av detta fornminne |
| Silte 7:2  | Husgrund, förhistorisk/medeltida |              | Silte, Gotland      |       | 57.212705, 18.242959 | 10096200070002 | Ladda upp en bild av detta fornminne |
| Silte 7:3  | Husgrund, förhistorisk/medeltida |              | Silte, Gotland      |       | 57.212553, 18.243701 | 10096200070003 | Ladda upp en bild av detta fornminne |
| Silte 7:4  | Husgrund, förhistorisk/medeltida |              | Silte, Gotland      |       | 57.212837, 18.243587 | 10096200070004 | Ladda upp en bild av detta fornminne |
| Silte 8:1  | Husgrund, förhistorisk/medeltida |              | Silte, Gotland      |       | 57.210877, 18.245172 | 10096200080001 | Ladda upp en bild av detta fornminne |
| Silte 8:2  | Husgrund, förhistorisk/medeltida |              | Silte, Gotland      |       | 57.210698, 18.245171 | 10096200080002 | Ladda upp en bild av detta fornminne |
| Silte 10:1 | Röse                             |              | Silte, Gotland      |       | 57.224491, 18.200699 | 10096200100001 | Ladda upp en bild av detta fornminne |
| Silte 11:1 | Röse                             |              | Silte, Gotland      |       | 57.223374, 18.203348 | 10096200110001 | Ladda upp en bild av detta fornminne |
| Silte 12:1 | Röse                             |              | Silte, Gotland      |       | 57.222063, 18.200858 | 10096200120001 | Ladda upp en bild av detta fornminne |
| Silte 13:1 | Stensättning                     |              | Silte, Gotland      |       | 57.225516, 18.196489 | 10096200130001 | Ladda upp en bild av detta fornminne |
| Silte 13:2 | Stensättning                     |              | Silte, Gotland      |       | 57.225408, 18.196834 | 10096200130002 | Ladda upp en bild av detta fornminne |
| Silte 13:3 | Stensättning                     |              | Silte, Gotland      |       | 57.225494, 18.196187 | 10096200130003 | Ladda upp en bild av detta fornminne |
| Silte 14:1 | Grav- och boplatsområde          |              | Silte, Gotland      |       | 57.208129, 18.164461 | 10096200140001 | Ladda upp en bild av detta fornminne |
| Silte 15:1 | Röse                             |              | Silte, Gotland      |       | 57.209158, 18.166333 | 10096200150001 | Ladda upp en bild av detta fornminne |
| Silte 15:2 | Stensättning                     |              | Silte, Gotland      |       | 57.209284, 18.166073 | 10096200150002 | Ladda upp en bild av detta fornminne |
| Silte 15:3 | Stensättning                     |              | Silte, Gotland      |       | 57.209204, 18.166608 | 10096200150003 | Ladda upp en bild av detta fornminne |
| Silte 16:1 | Röse                             |              | Silte, Gotland      |       | 57.209731, 18.167543 | 10096200160001 | Ladda upp en bild av detta fornminne |
| Silte 16:2 | Grav markerad av sten/block      |              | Silte, Gotland      |       | 57.209731, 18.167543 | 10096200160002 | Ladda upp en bild av detta fornminne |
| Silte 16:3 | Stensättning                     |              | Silte, Gotland      |       | 57.209494, 18.167307 | 10096200160003 | Ladda upp en bild av detta fornminne |
| Silte 17:1 | Stensättning                     |              | Silte, Gotland      |       | 57.199206, 18.152624 | 10096200170001 | Ladda upp en bild av detta fornminne |
| Silte 17:2 | Grav markerad av sten/block      |              | Silte, Gotland      |       | 57.199322, 18.152579 | 10096200170002 | Ladda upp en bild av detta fornminne |
| Silte 17:3 | Grav markerad av sten/block      |              | Silte, Gotland      |       | 57.198828, 18.152868 | 10096200170003 | Ladda upp en bild av detta fornminne |
| Silte 18:1 | Gravfält                         |              | Silte, Gotland      |       | 57.204873, 18.171457 | 10096200180001 | Ladda upp en bild av detta fornminne |
| Silte 19:1 | Husgrund, förhistorisk/medeltida |              | Silte, Gotland      |       | 57.203513, 18.186615 | 10096200190001 | Ladda upp en bild av detta fornminne |
| Silte 19:2 | Husgrund, förhistorisk/medeltida |              | Silte, Gotland      |       | 57.203148, 18.186663 | 10096200190002 | Ladda upp en bild av detta fornminne |
| Silte 20:1 | Gravfält                         |              | Silte, Gotland      |       | 57.211506, 18.206376 | 10096200200001 | Ladda upp en bild av detta fornminne |
| Silte 21:1 | Gravfält                         |              | Silte, Gotland      |       | 57.212890, 18.271615 | 10096200210001 | Ladda upp en bild av detta fornminne |
| Silte 22:1 | Röse                             |              | Silte, Gotland      |       | 57.222387, 18.207317 | 10096200220001 | Ladda upp en bild av detta fornminne |
| Silte 23:1 | Stenkrets                        |              | Silte, Gotland      |       | 57.223820, 18.207511 | 10096200230001 | Ladda upp en bild av detta fornminne |
| Silte 24:1 | Röse                             |              | Silte, Gotland      |       | 57.224106, 18.205273 | 10096200240001 | Ladda upp en bild av detta fornminne |
| Silte 25:1 | Stenkrets                        |              | Silte, Gotland      |       | 57.220682, 18.198126 | 10096200250001 | Ladda upp en bild av detta fornminne |
| Silte 26:1 | Husgrund, förhistorisk/medeltida |              | Silte, Gotland      |       | 57.211639, 18.249079 | 10096200260001 | Ladda upp en bild av detta fornminne |
| Silte 26:2 | Husgrund, förhistorisk/medeltida |              | Silte, Gotland      |       | 57.211205, 18.249110 | 10096200260002 | Ladda upp en bild av detta fornminne |
| Silte 28:1 | Gravfält                         |              | Silte, Gotland      |       | 57.214600, 18.259145 | 10096200280001 | Ladda upp en bild av detta fornminne |
| Silte 29:1 | Röse                             |              | Silte, Gotland      |       | 57.227085, 18.202611 | 10096200290001 | Ladda upp en bild av detta fornminne |
| Silte 29:2 | Stensättning                     |              | Silte, Gotland      |       | 57.227179, 18.202314 | 10096200290002 | Ladda upp en bild av detta fornminne |
| Silte 30:1 | Stensättning                     |              | Silte, Gotland      |       | 57.226625, 18.203305 | 10096200300001 | Ladda upp en bild av detta fornminne |
| Silte 31:1 | Stensättning                     |              | Silte, Gotland      |       | 57.226860, 18.204151 | 10096200310001 | Ladda upp en bild av detta fornminne |
| Silte 32:1 | Husgrund, förhistorisk/medeltida |              | Silte, Gotland      |       | 57.223028, 18.219388 | 10096200320001 | Ladda upp en bild av detta fornminne |
| Silte 34:4 | Bildristning                     |              | Silte, Gotland      |       | 57.221121, 18.237272 | 10096200340004 | Ladda upp en bild av detta fornminne |
| Silte 36:1 | Hällristning                     |              | Silte, Gotland      |       | 57.214093, 18.253667 | 11100000001176 | Ladda upp en bild av detta fornminne |
| Silte 37:1 | Husgrund, förhistorisk/medeltida |              | Silte, Gotland      |       | 57.212054, 18.242862 | 10096200370001 | Ladda upp en bild av detta fornminne |
| Silte 37:2 | Husgrund, förhistorisk/medeltida |              | Silte, Gotland      |       | 57.212007, 18.243427 | 10096200370002 | Ladda upp en bild av detta fornminne |
| Silte 39:1 | Hällristning                     |              | Silte, Gotland      |       | 57.216544, 18.262832 | 11100000001177 | Ladda upp en bild av detta fornminne |
| Silte 40:1 | Husgrund, förhistorisk/medeltida |              | Silte, Gotland      |       | 57.212089, 18.249028 | 10096200400001 | Ladda upp en bild av detta fornminne |
| Silte 41:1 | Husgrund, förhistorisk/medeltida |              | Silte, Gotland      |       | 57.212584, 18.249401 | 10096200410001 | Ladda upp en bild av detta fornminne |
| Silte 42:1 | Stensättning                     |              | Silte, Gotland      |       | 57.218605, 18.245394 | 10096200420001 | Ladda upp en bild av detta fornminne |
| Silte 42:2 | Stensättning                     |              | Silte, Gotland      |       | 57.218770, 18.245578 | 10096200420002 | Ladda upp en bild av detta fornminne |
| Silte 42:3 | Stensättning                     |              | Silte, Gotland      |       | 57.218695, 18.245765 | 10096200420003 | Ladda upp en bild av detta fornminne |
| Silte 42:4 | Stensättning                     |              | Silte, Gotland      |       | 57.218891, 18.245989 | 10096200420004 | Ladda upp en bild av detta fornminne |
| Silte 53:1 | Stensättning                     |              | Silte, Gotland      |       | 57.225977, 18.204823 | 10096200530001 | Ladda upp en bild av detta fornminne |
| Silte 56:1 | Grav markerad av sten/block      |              | Silte, Gotland      |       | 57.222860, 18.200726 | 10096200560001 | Ladda upp en bild av detta fornminne |
| Silte 58:1 | Röse                             |              | Silte, Gotland      |       | 57.213396, 18.186043 | 10096200580001 | Ladda upp en bild av detta fornminne |
| Silte 58:2 | Stensättning                     |              | Silte, Gotland      |       | 57.213516, 18.186068 | 10096200580002 | Ladda upp en bild av detta fornminne |
| Silte 60:1 | Röse                             |              | Silte, Gotland      |       | 57.207018, 18.173611 | 10096200600001 | Ladda upp en bild av detta fornminne |
| Silte 60:2 | Stensättning                     |              | Silte, Gotland      |       | 57.206901, 18.173534 | 10096200600002 | Ladda upp en bild av detta fornminne |
| Silte 60:3 | Stensättning                     |              | Silte, Gotland      |       | 57.207196, 18.173591 | 10096200600003 | Ladda upp en bild av detta fornminne |
| Silte 60:4 | Stensättning                     |              | Silte, Gotland      |       | 57.207290, 18.173473 | 10096200600004 | Ladda upp en bild av detta fornminne |
| Silte 62:1 | Stensättning                     |              | Silte, Gotland      |       | 57.203774, 18.169589 | 10096200620001 | Ladda upp en bild av detta fornminne |
| Silte 63:1 | Husgrund, förhistorisk/medeltida |              | Silte, Gotland      |       | 57.202372, 18.187246 | 10096200630001 | Ladda upp en bild av detta fornminne |
| Silte 73:1 | Hällristning                     |              | Silte, Gotland      |       | 57.208036, 18.163688 | 11100000001333 | Ladda upp en bild av detta fornminne |
| Silte 74:1 | Stensättning                     |              | Silte, Gotland      |       | 57.210340, 18.208758 | 10096200740001 | Ladda upp en bild av detta fornminne |
| Silte 74:2 | Stensättning                     |              | Silte, Gotland      |       | 57.210276, 18.208937 | 10096200740002 | Ladda upp en bild av detta fornminne |
| Silte 74:3 | Stensättning                     |              | Silte, Gotland      |       | 57.210188, 18.209115 | 10096200740003 | Ladda upp en bild av detta fornminne |
| Silte 74:4 | Stensättning                     |              | Silte, Gotland      |       | 57.210046, 18.209201 | 10096200740004 | Ladda upp en bild av detta fornminne |
| Silte 75:1 | Hällristning                     |              | Silte, Gotland      |       | 57.195557, 18.162080 | 11100000001352 | Ladda upp en bild av detta fornminne |
| Silte 76:1 | Hällristning                     |              | Silte, Gotland      |       | 57.196888, 18.164845 | 11100000001353 | Ladda upp en bild av detta fornminne |
| Silte 77:1 | Hällristning                     |              | Silte, Gotland      |       | 57.195541, 18.164218 | 11100000001354 | Ladda upp en bild av detta fornminne |
| Silte 77:2 | Hällristning                     |              | Silte, Gotland      |       | 57.195823, 18.164832 | 11100000001355 | Ladda upp en bild av detta fornminne |
| Silte 78:1 | Hällristning                     |              | Silte, Gotland      |       | 57.195991, 18.167015 | 11100000001356 | Ladda upp en bild av detta fornminne |
| Silte 78:2 | Hällristning                     |              | Silte, Gotland      |       | 57.195952, 18.167211 | 11100000001357 | Ladda upp en bild av detta fornminne |